# Brachyunguis kaussarii
Brachyunguis kaussarii är en insektsart som beskrevs av Remaudière, G. och Davatchi 1955. Brachyunguis kaussarii ingår i släktet Brachyunguis och familjen långrörsbladlöss. Inga underarter finns listade i Catalogue of Life.